# Torre Grimenella
La Torre Grimenella és una torre de guaita del municipi de Martorell (Baix Llobregat) declarada bé cultural d'interès nacional.

## Descripció
Situada dalt de la Serra de les Torretes, les seves ruïnes permeten apreciar la seva planta quadrangular i l'obra de filades regulars amb carreus de pedra calcària, barrejats amb d'altres de gres vermell. Les pedres estan disposades amb filades horitzontals, a excepció de les que es troben a l'alçaria de les espitlleres, on es va combinar la disposició horitzontal i la vertical per tal d'aconseguir una posició regular de les obertures. Els ampits es van delimitar amb lloses verticals. Els murs est i oest es conserven íntegrament fins a l'alçària de la planta baixa, mentre que al bell mig de les parets nord i sud hi ha amplis forats que emmascaren la posició de la porta d'accés. L'interior i l'entorn proper al monument estan colgats per un potent estrat de destrucció.

## Història
El lloc de Martorell és documentat per primera vegada el 1033. Va formar part de la baronia de Castellvell. La capital històrica de la baronia fou el castell de Sant Jaume (com s'anomena modernament el Castellví de Rosanes), mentre que a la baixa edat mitjana, potser durant la segona meitat del segle xiii, Martorell li prengué la capitalitat. En foren senyors les nobles famílies dels Castellvell (documentats a la primeria del segle xi, posseïren la baronia fins al 1228), els Montcada (1228-1309) i els Foix (1309-1396). El 1396 Martí l'Humà incorporà la baronia a la corona, el 1418 Alfons el Magnànim la donà a l'Infant Enric i el 1474 Joan II la vengué a Lluís de Requesens i de Soler. Dels Requesens, la baronia de Castellvell passà als Zúñiga (1549, als Fajardo, marquesos de Los Vélez (1618-1727) i als Álvarez de Toledo y Osorio (1727-1821).